# ابلاست‌های خودمختار اتحاد شوروی
استان‌های خودمختار اتحاد جماهیر شوروی سوسیالیستی واحدهای اداری بودند که برای تعدادی از کشورهای کوچکتر ایجاد شده بودند که در پانزده جمهوری اتحاد جماهیر شوروی به آنها خودمختاری داده شد.

## آذربایجان شوروی
- استان خودمختار قره‌باغ کوهستانی (قره باغ کنونی)

## گرجستان
- استان خودمختار اوستیای جنوبی (اوستیای جنوبی کنونی)

## جمهوری فدراتیو روسیه شوروی
در حالی که قانون اساسی روسیه شوروی در سال ۱۹۷۸ تصریح می‌کرد که استان‌های خودمختار تابع کرایس هستند، این بند در تجدید نظر در ۱۵ دسامبر ۱۹۹۰ حذف شد، زمانی که مشخص شد که استان‌های خودمختار باید مستقیماً تابع جمهوری فدراتیو سوسیالیستی روسیه شوروی باشند. در ژوئن ۱۹۹۱، پنج استان خودمختار در روسیه شوروی وجود داشت که چهار مورد از آنها در ۳ ژوئیه ۱۹۹۱ به وضعیت جمهوری ارتقا یافتند:
- استان خودمختار آدیغه (جمهوری آدیغه کنونی)
- استان خودمختار گورنو-آلتای (جمهوری آلتای کنونی)
- استان خودمختار یهودی (مستقل از منطقه خاباروفسک از سال ۱۹۹۱)
- استان خودمختار کاراچای-چرکس (اکنون جمهوری کاراچای-چرکس)
- استان خودمختار خاکاسی (جمهوری خاکاسیا کنونی)

سایر استان‌های خودمختار نیز در مقاطع اولیه تاریخ شوروی وجود داشتند:
- استان خودمختار چچن (۱۹۲۲–۱۹۳۴؛ اکنون جمهوری چچن)
- استان خودمختار چچن-اینگوش (۱۹۳۴–۱۹۳۶؛ تبدیل به اتحاد جماهیر شوروی چچن-اینگوش)
- استان خودمختار چرکس (منطقه ملی چرکس ۱۹۲۶–۱۹۲۸؛ چرکس AO 1928–1957؛ بعداً به Karachay–Cherkess AO ادغام شد)
- استان خودمختار چوواش (۱۹۲۰–۱۹۲۵؛ جمهوری کنونی چوواش)
- استان خودمختار اینگوش (۱۹۲۴–۱۹۳۶؛ اکنون جمهوری اینگوشتیا)
- استان خودمختار کاباردینو-بالکار (۱۹۲۱–۱۹۳۶؛ اکنون جمهوری کاباردینو-بالکار)
- استان خودمختار کالمیک (۱۹۲۰–۱۹۳۵؛ اکنون جمهوری کالمیکیا)
- استان خودمختار قرقیزستان (۱۹۲۴–۱۹۲۶؛ در سال ۱۹۲۴ به استان خودمختار قرقیزستان تغییر نام داد، در سال ۱۹۲۶ به یک جمهوری خودمختار (قرقیزستان شوروی)، یک جمهوری اتحادیه کامل در سال ۱۹۳۶ (قرقیزستان SSR)، و اکنون به کشور مستقل قرقیزستان تبدیل شد.
- استان خودمختار کومی-زیریان (۱۹۲۲–۱۹۳۶؛ اکنون جمهوری کومی)
- استان خودمختار ماری (۱۹۲۰–۱۹۳۶؛ اکنون جمهوری ماری ال)
- استان خودمختار اوستیای شمالی (۱۹۲۴–۱۹۳۶؛ اکنون جمهوری اوستیای شمالی–آلانیا)
- استان خودمختار تووان (۱۹۴۴–۱۹۶۱؛ اکنون جمهوری تووا)
- استان خودمختار اودمورت (۱۹۲۰–۱۹۳۴؛ اکنون جمهوری اودمورت)
- کاراکالپاک خودمختار (۱۹۲۵–۱۹۳۲؛ تا سال ۱۹۳۰ در قزاقستان خودمختار شوروی سوسیالیستی جمهوری، ۱۹۳۰–۱۹۳۲، از ۱۹۳۲ تا ۱۹۳۶ در روسیه شوروی؛ از ۱۹۳۶ متعلق به جمهوری شوروی سوسیالیستی ازبکستان تا انحلال اتحاد شوروی بود. در حال حاضر به‌نام قره‌قالپاقستان)

## تاجیکستان
- بدخشان خودمختار (در حال حاضر ولایت مختار کوهستان بدخشان)

## اوکراین
- استان خودمختار مولداوی (۱۹۲۴؛ یک جمهوری خودمختار (جمهوری خودمختار سوسیالیست شورایی مولداوی) تنها چند ماه پس از تشکیل آن، یک جمهوری اتحادیه (جمهوری شوروی سوسیالیستی مولداوی) در سال ۱۹۴۰، و اکنون به مولداوی مستقل تبدیل شد.